# Saint-Martin-des-Champs, Cher
Saint-Martin-des-Champs är en kommun i departementet Cher i regionen Centre-Val de Loire i de centrala delarna av Frankrike. Kommunen ligger  i kantonen Sancergues som tillhör arrondissementet Bourges. År 2022 hade Saint-Martin-des-Champs 303 invånare.

## Befolkningsutveckling
Antalet invånare i kommunen Saint-Martin-des-Champs
Referens:INSEE